# Ameloblastyna
Ameloblastyna (ang. ameloblastin), znana także jako amelina (ang. amelin) – białko szkliwa. Gen ameloblastyny AMBN ulega ekspresji w komórkach odpowiedzialnych za produkcję szkliwa, ameloblastach, w procesie zwanym amelogenezą. Chociaż słabo poznana, rola ameloblastyny prawdopodobnie polega na regulowaniu wzrostu kryształów hydroksyapatytu szkliwa i mineralizacji szkliwa w trakcie jego rozwoju. Mutacje w genie AMBN położonym w locus 4q21 odpowiadają za dziedziczoną autosomalnie dominująco postać amelogenesis imperfecta. Gen AMBN jest też genem kandydackim dla jednej z postaci dentinogenesis imperfecta.